# Histoire du Havre

Les armes de la ville du Havre se blasonnent ainsi :
De gueules à la salamandre d'argent, couronnée d'or dans sa patience du même; au chef cousu d'azur chargé de trois fleurs de lis d'or; sur le tout un franc-canton de sable au lion d'or armé et lampassé de gueules.
Devise: nutrisco et extinguo (« je soutiens et j’anéantis »).
Ornements extérieurs : croix de la Légion d’honneur et Croix de guerre 1939-1945.
Historique: Les armoiries du Havre datent de la fondation de la ville par François Ier, en 1517. Elles ont été modifiées en 1926 par l'ajout d'un franc-canton aux armes de la Belgique rappelant que le Havre fut le siège du gouvernement belge en exil pendant la Première Guerre mondiale.

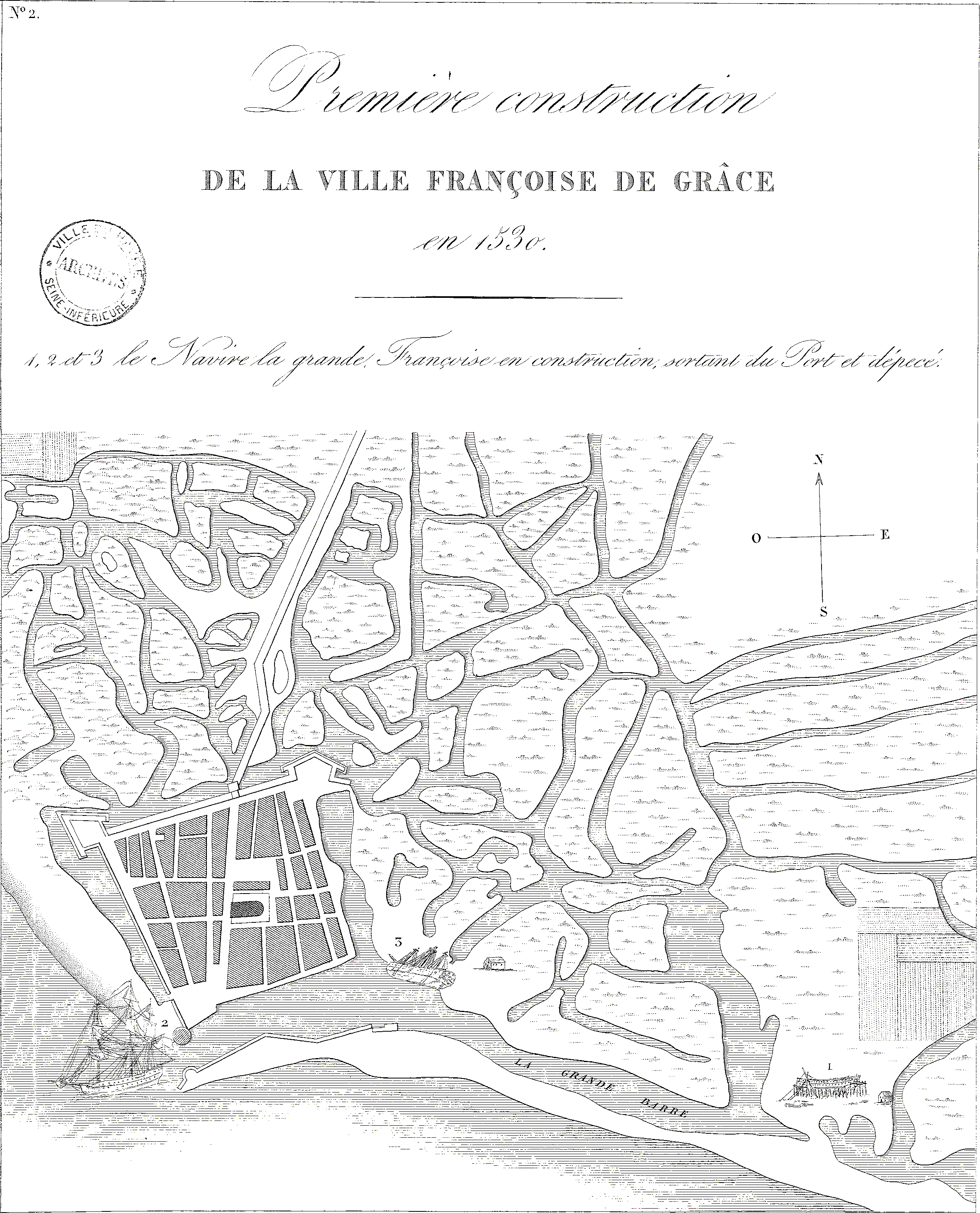
Plan de la ville en 1530 (P.-F. Frissard, 1837, Archive municipales de la ville du havre).

Aujourd'hui l'histoire contemporaine de la ville du Havre est connue, notamment grâce au classement au patrimoine mondial de l'UNESCO du centre-ville, reconstruit après avoir été réduit en un tas de gravas la nuit du 5 septembre 1944.
Mais l'histoire du Havre, une ville portuaire du nord-ouest de la France située sur la rive droite de l'estuaire de la Seine dans le département de la Seine-Maritime et la région Normandie ne se résume pas à cela. Sa particularité est d'avoir été créée ex nihilo pendant l'Époque moderne, par volonté royale, dans un but précis : établir des relations commerciales avec le Nouveau Monde. Après un départ difficile (démographiquement, militairement et économiquement) la ville devient un des plus grands ports français par le développement du commerce avec l'Amérique. Malgré le coup d'arrêt de la période révolutionnaire (1789-1815), le port se développe encore avec une liaison transatlantique, notamment, grâce à l'essor des États-Unis. Néanmoins, la Seconde Guerre mondiale constitue un retour à zéro, qui se transforme en opportunité pour réaménager la ville avec un port agrandi - port qui s'éloigne de la ville -. Cependant le choc pétrolier de 1973 engendre une crise que le port doit encore surmonter face à des concurrents plus puissants (Anvers, Amsterdam, Hambourg, etc.).

## Avant FrançoisIer

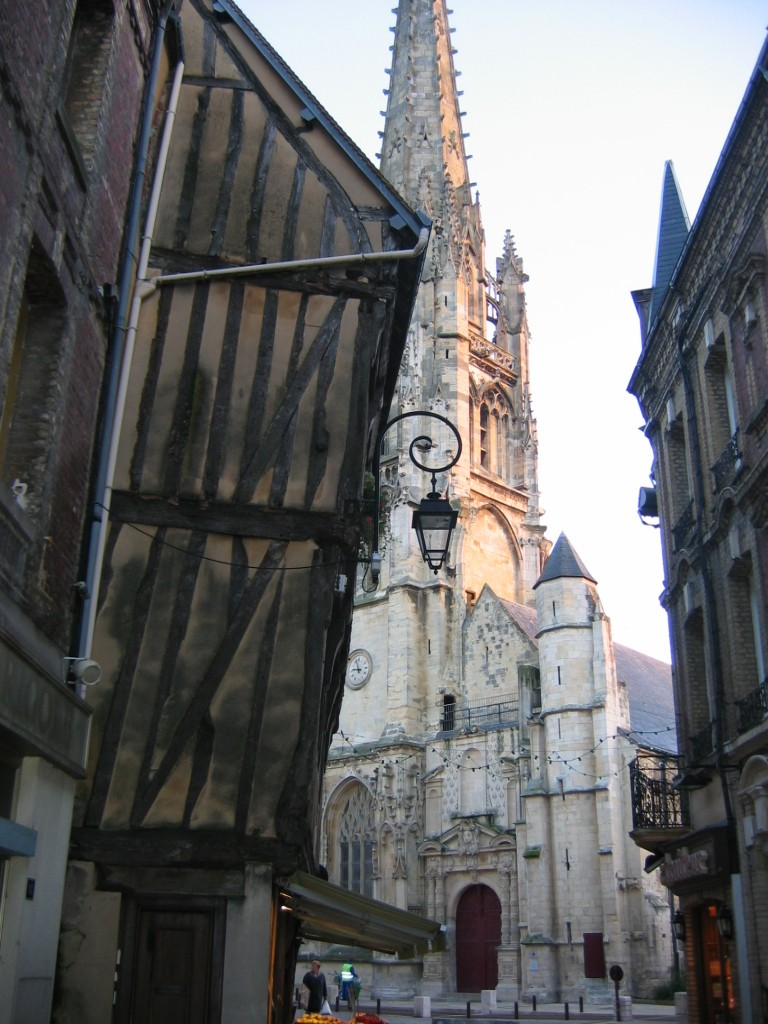
Harfleur, dans l'agglomération du Havre, église et maisons à colombages

Quelques vestiges préhistoriques ont été exhumés dans l'estuaire et dans la forêt de Montgeon : des objets de bronze du Néolithique ont été découverts à Graville. Le site du Grand Épouville a révélé des centaines d'outils datant du IIIe millénaire av. J.-C.
Dès l’Antiquité, le trafic fluvial sur la Seine était en relation avec le dynamisme des cités de l’estuaire (port de Caracotinum, ancêtre d'Harfleur). Une voie romaine reliait sans doute Lillebonne (Iuliobona - Juliobona) à Sainte-Adresse (Chef de Caux) et passait par le territoire actuel de la commune du Havre. Plusieurs sépultures romaines ont été retrouvées sur la côte d'Ingouville. Dans la forêt de Montgeon, l'ancien bois des Hallates, les archéologues ont découvert un cimetière laténien et une nécropole romaine. Dans une chapelle du Prieuré improprement appelé l'abbaye de Graville, le sarcophage de sainte Honorine, long de deux mètres en craie du pays de Caux, a été redécouvert en 1867.
Pendant le Haut Moyen Âge, le port de l'Eure (ou Leurre) existait au sud-ouest d'Harfleur, sur la rive maritime de la Seine. Il servait d'abri aux navires en attendant la marée permettant d'entrer dans le port d'Harfleur. En 1040, Édouard le Confesseur réunit une importante flotte dans cet endroit. En 1339, le port de l'Eure fournit une flotte d'une quarantaine de navires à Philippe de Valois. On construit des fortifications qui n'empêchent pas sa destruction pendant la Guerre de Cent Ans.

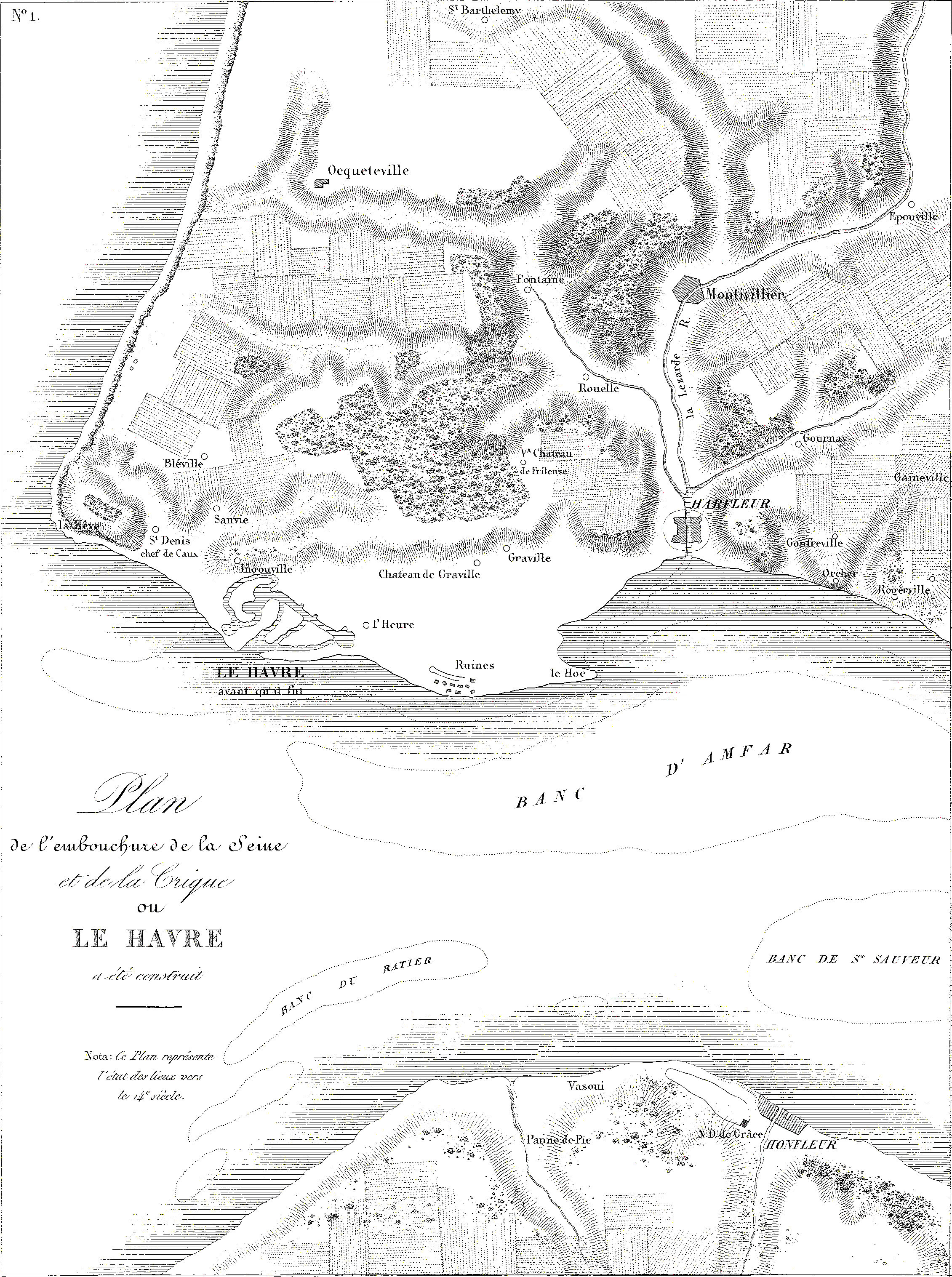
Embouchure de la Seine avant la fondation du Havre, au XIV (P.-F. Frissard, 1837, Archives municipales du Havre).

Au Moyen Âge classique, Paris devient la capitale du royaume et surtout la ville la plus peuplée. Il faut alors approvisionner la métropole, et une partie du ravitaillement se fait par voie d’eau (produits pondéreux). Au XIe siècle, le port de Honfleur est créé, sur la rive sud de l’estuaire. Les navires trop chargés ne pouvant pas remonter la Seine, on utilise les avant-ports de Chef-de-Caux, Harfleur et Leurre. L’estuaire ne compte alors que quelques hameaux de pêcheurs et d’agriculteurs : Graville, Ingouville, hameau du Lieu-de-Grâce, Saint-Denis-Chef-de-Caux, Harfleur. Au XIIIe siècle, on dresse la chapelle de Notre-Dame-des-Neiges au sud du site. Le château de Tourneville est la propriété du seigneur de Graville. Dès le XIe siècle, existe l'église paroissiale de Saint-Julien de Rouelles, Saint-Denis de Sanvic, Saint-Michel d'Ingouville au XIIIe siècle.
Les raisons de la construction d’un nouveau port sont les suivantes :
1. L'ensablement des autres ports de la Basse-Seine et l'augmentation du volume des navires. À la fin du XVe siècle, les ports de Rouen, Harfleur et Honfleur semblaient de plus en plus inadaptés pour faire face à l’augmentation du trafic maritime, notamment avec le Nouveau Monde. La nécessité d’un port d’allège était donc de plus en plus vive, notamment pour les Rouennais.
2. La crainte d’un débarquement anglais. Les rois de France, mais surtout les populations locales, avaient peur de l'arrivée de la flotte anglaise en Seine (la Guerre de Cent ans ne s’est achevée qu’en 1453, son souvenir est encore vivace !). Louis XI et Louis XII avaient envoyé des experts chargés de trouver un endroit pour construire de nouvelles fortifications. Mais aucun projet ne fut réalisé.
3. L'ouverture vers le Nouveau Monde et ses opportunités économiques. François Ier était préoccupé par ses engagements militaires (soutien à l’Écosse contre le roi d’Angleterre) et économiques. C’est lui qui fonde le port et la ville du Havre (Franciscopolis).

## Le Havre auXVIesiècle

### 1517, année de naissance du Havre

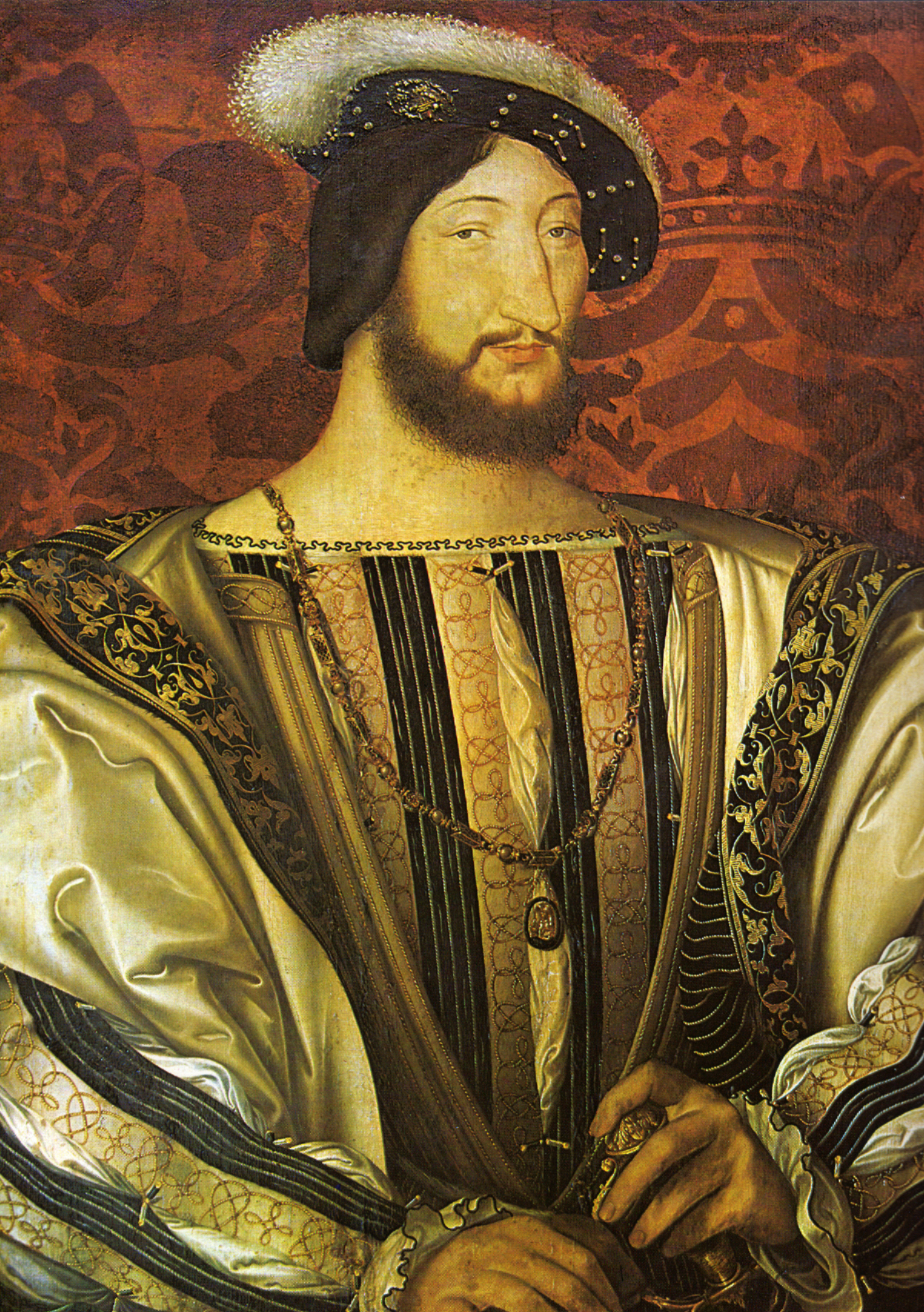
, roi de France

Guillaume Gouffier de Bonnivet, amiral de France, choisit le site d’implantation du nouveau port : le Havre de Grâce, en rive-droite de l'estuaire de la Seine. Il confie le projet à Guyon Le Roy, seigneur du Chillou, capitaine du port de Honfleur. L’avancée des travaux est retardée par l’instabilité du sol et les tempêtes. Mais dès octobre 1518, le port est utilisable et accueille ses premiers navires. Le 8 octobre 1517, François Ier signe la charte de fondation de la ville,. La « grosse tour » en défend l’entrée. Le site est entouré de marais, et il n’est pas question à l’origine de créer une ville dans ce milieu insalubre. Pourtant, sur l’initiative de Le Roy, François Ier donne exemption de taille et de franc-salé aux futurs habitants du Havre. Les armes de la ville sont celles de François Ier : une salamandre. Le roi se déplace lui-même en août 1520 et rend les privilèges du Havre (essentiellement le quartier Notre-Dame) perpétuels, essentiellement des exonérations d'impôts. En 1525, la « mâle marée » détruit les premières constructions, fait une centaine de victimes sur une population de 600 âmes.
Extrait du décret royal du 7 février 1517 : « avons fait chercher en la coste de Normandie et pays de Caux lieu sûr et convenable, et nous ayant été rapporté par vous et notables personnages, en ce exprimés et entendus, que le lieu de grâce soit le plus propre et le plus aise de ladicte coste et pays de Caux à faire havre auquel lesdics vaisseaux naviguant sur la Mer Océane (Océan Atlantique) puissent aisément arriver et seurement séjourner, et faire ledit havre en la forme qu’il appartient… »

### Les fonctions du Havre auXVIesiècle

#### Une base militaire
En 1519, 4 000 hommes embarquent au Havre pour soutenir Christian II du Danemark contre les Suédois. En 1536, 16 000 soldats écossais débarquent au Havre pour aider François Ier. En 1545, une grande flotte destinée à l'attaque de l'île de Wight avec 175 à 250 navires se rassemble au Havre. Si par la suite, des constructions militaires eurent lieu à l'Arsenal dans le bassin du Roy, elles ne restaient pas basées au Havre mais allaient renforcer les flottes des cinq ports de guerre : Cherbourg, Brest, Lorient, Rochefort, Toulon.

#### Un chantier naval
C'est sous François Ier que le premier chantier naval du Havre est ouvert en 1524.
La Grande Françoise, un des plus gros bateaux de l'époque, est construit dans la fosse de l'Eure hors du Havre intra-muros. Or, une fois terminé en 1533, il ne peut sortir en mer car il est trop gros, le tirant d'eau est trop élevé (2 000 tonneaux). Il est donc démoli sur place.

#### Un port de pêche
En janvier 1544, la Catherine quitte le port pour partir à la pêche de la morue vers Terre-Neuve et devient ainsi le premier Terre-neuvier de l'histoire. Au XVIIe siècle, Le Havre est l'un des premiers ports français pour la morue verte et le plus grand port morutier de Normandie avec 92 navires armés pour Terre-Neuve en 1620.
En 1653 débute la pêche de la baleine, pêche abandonnée dès la fin du XVIIe siècle : pendant la guerre de la Ligue d'Augsbourg la flotte anglaise occupe la Manche, mettant quasiment fin à toute activité du port. Elle ne reprendra qu'au XIXe siècle au cours duquel Le Havre deviendra le premier port français pour la pêche de la baleine. Le Havre-de-Grâce, avant de devenir un grand port de commerce, a été d'abord et avant tout un port de pêche.

#### Une base de départ des aventuriers
En juin 1523, Giovanni da Verrazano part du Havre à bord de la Dauphine pour les Indes Occidentales et découvre le site de New York qu'il nomme Nouvelle Angoulême en hommage à François Ier le commanditaire de l'expédition.
Le 12 juillet 1555, une expédition de 600 hommes dirigée par Villegagnon part du Havre pour fonder une colonie protestante au Brésil (Fort-Coligny). Aujourd’hui encore, une place des cannibales rappelle ces liens anciens avec le Nouveau Monde. D’autres convois de huguenots embarquent au Havre pour l’Amérique.
En février 1562, une expédition quitte le port du Havre en direction de la Floride. Elle est dirigée par Jean Ribault et René de Laudonnière, avec 150 hommes, en majorité des protestants.
À la fin du XVIe siècle, le trafic avec le Nouveau Monde prend son essor et Le Havre voit arriver des produits américains comme des cuirs, du sucre et du tabac. Une des principaux acteurs de ce trafic est un Havrais explorateur et cartographe, Guillaume Le Testu (1509-1573) : un quai au Havre porte toujours son nom. D’autres figures de la Course et de l’exploration de l’Amérique passèrent par Le Havre : le capitaine Guillaume de Champaigne (années 1550-1580), le Normand Pierre Belain d'Esnambuc (1585-1637) qui prit possession de l’île antillaise de Saint-Christophe en 1626. Jacques Devaux est né au Havre ; il fut pilote et cartographe et en 1579 il explora la région de l’Amazone et fit des relevés des côtes américaines de 1585 à 1587.

### Travaux pour une ville moderne

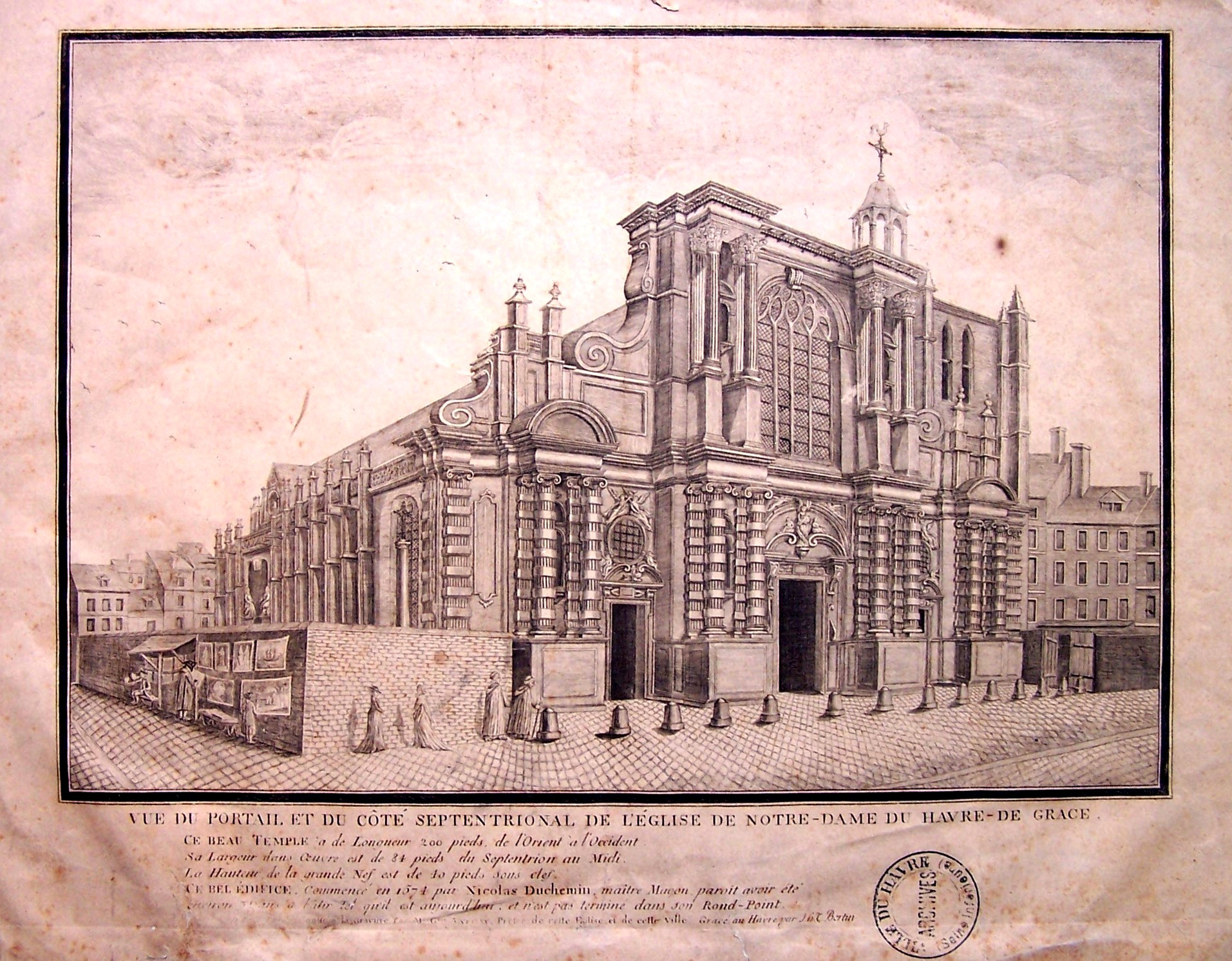
Façade principale de sa construction (aboutissant en 1638), jusqu'au XIX.

En 1525, une tempête provoque la mort d'une centaine de personnes, la destruction de 28 bateaux de pêche et de la chapelle Notre-Dame. En 1532, la ville qui s'est développée autour du port baptisée "Françoise de Grâce", en l'honneur de François 1er. En 1536, le père de Guillaume de Marceilles procède à la reconstruction, en bois avec un toit de chaume, de la chapelle Notre-Dame, à laquelle est ajointe une tour (qui existe toujours) dotée d'une flèche gothique en 1540; la chapelle suivait un axe nord-sud, et son portail nord, en mauvais état, constitue encore l'entrée de la tour de la cathédrale actuelle.
En 1541, François Ier confie le projet d’urbanisme et de fortification à l’architecte italien Girolamo Bellarmato. Celui-ci a les pleins pouvoirs et organise le quartier Saint-François selon des normes précises complètement inspirées du style renaissance (plan orthogonal, hauteur des maisons limitée). En 1551 débutent les travaux de l’église de la paroisse de Saint-François ; on attribue les plans originaux à l'architecte précédent, mais aucun document ne l'atteste.
François Ier construit le premier établissement hospitalier : l’hôtel Dieu, qui fonctionne de 1556 à 1591. Celui-ci est
suivi de la création d’un second hôpital en 1591 à proximité du bassin du roi. Il avait pour mission
d’héberger les indigents et les contagieux. L’emplacement est revendu à l’arsenal en 1669,. Valentin de Pardieu, gouverneur de Gravelines, fait construire, en 1598, un fort entre Gravelines et Le Havre et fait entrer des troupes espagnoles dans la région. Une rue du Havre porte le nom « De Pardieu ».

### Le Havre dans les guerres de religion

#### Les protestants au Havre

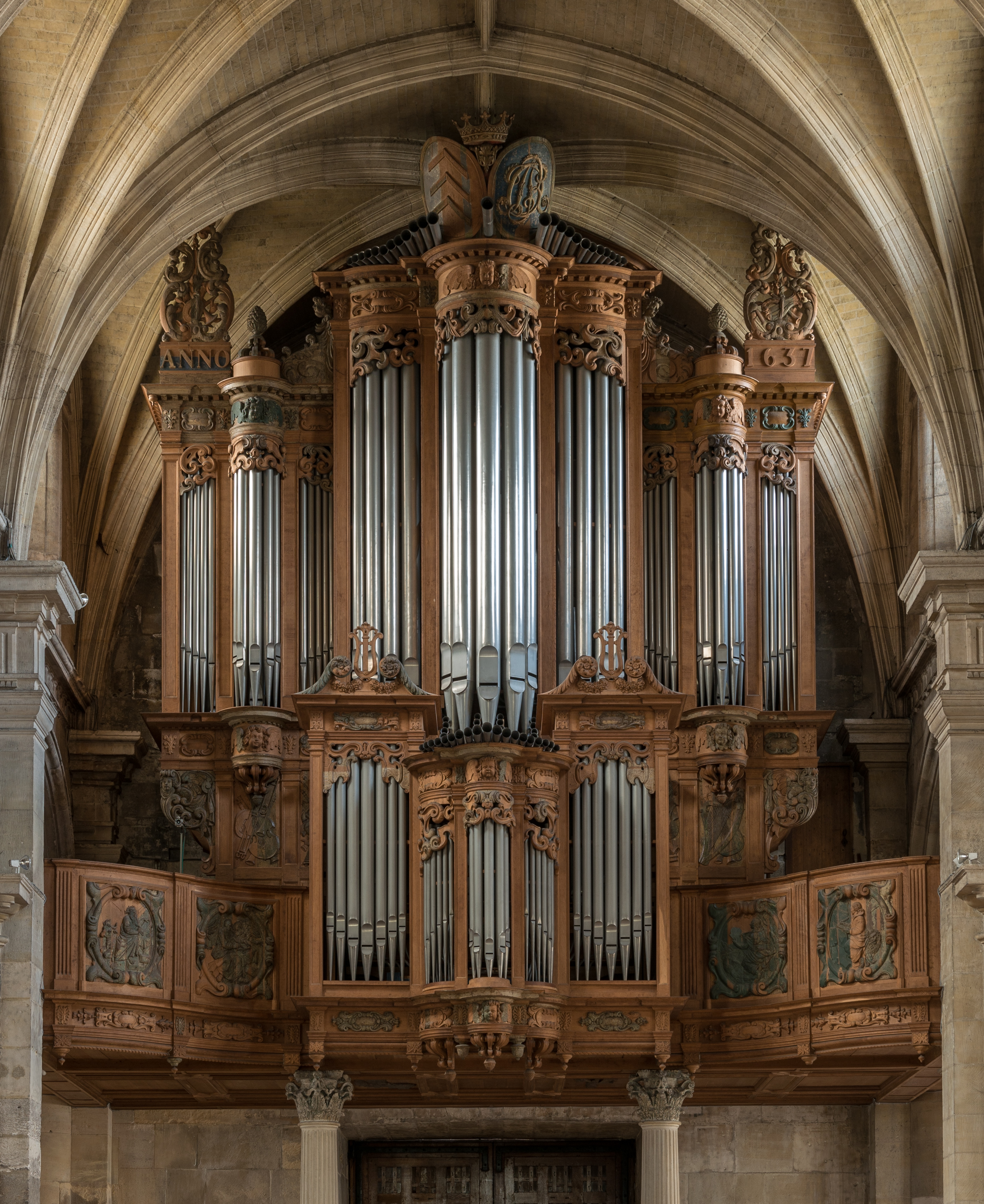
Orgues de la cathédrale du Havre, offertes par Richelieu en 1637.

La Réforme, particulièrement le courant calviniste, connaît un relatif succès en Normandie : les petits nobles du pays de Caux sont influencés par la nouvelle religion. En 1557, Jean Venable, libraire colporteur de Dieppe, diffuse en Pays de Caux et en Basse-Normandie, les écrits de Martin Luther et de Jean Calvin. Les premiers cultes protestants sont célébrés à partir de 1561 au Manoir de Bévilliers, résidence du seigneur d'Harfleur, puis 1571 au manoir de Vitanval, résidence de Guillaume du Voesin, seigneur d'Octeville, dans la cour basse du château fort (ces deux édifices existent toujours sur les communes d'Harfleur et Sainte-Adresse). Un premier temple est construit au Havre en 1600 dans le quartier de Sanvic,, sur un terrain donné par la famille Godin. Il est détruit en 1685, à la révocation de l'édit de Nantes par Louis XIV, sur ordre du parlement de Rouen. La chapelle de la cour du manoir de Bévilliers est détruite en 1679 sur ordre du parlement de Paris. Il faut attendre 1787 et l'Édit de tolérance du roi Louis XVI, pour que les protestants du Havre ouvrent à nouveau une chapelle rue Percanville, dans le quartier Saint-François, dans une dépendance de la famille Eichhoff, raffineurs de sucre.
Si en 1560, les réformés tiennent les grandes villes du diocèse de Rouen, Rouen, Dieppe, Caudebec, ce qui laisse à penser que la ville du Havre dut connaître aussi l'établissement d'une forte communauté réformée avec les villes voisines de Montivilliers et d'Harfleur - aucun témoignage ou document ne permet de jauger l'importance des calvinistes au Havre ; cependant en 1559, Genève envoie un pasteur dans la ville.
Néanmoins, la présence de réformés au Havre peut paraître assez surprenante, puisqu'à l'époque une bonne partie de la population est constituée de marins ; or ce groupe social reste très ancré dans la foi catholique, la mort étant un élément assez proche du marin (la mer est un milieu très dangereux), et les marins développèrent et restèrent de fervents pratiquants du culte marial, ainsi que du culte des saints. Or ces deux cultes catholiques voient leur pertinence contestée par les réformés. Ainsi la présence de protestants ne peut s'expliquer que par la présence de négociants et de commerçants (catégorie très touchée par la Réforme) dès cette époque.

#### Le siège du Havre (1562-1563): la réconciliation temporaire entre catholiques et réformés
Le 8 mai 1562, les réformés investissent Le Havre sous les ordres de l'amiral Gaspard de Coligny qui devient gouverneur de la ville, tout en saccageant les chapelles et églises catholiques (en renversant les autels par exemple), chassant les catholiques de la ville. Redoutant une contre-attaque des armées royales, ils se tournent vers les Anglais qui envoient des troupes : 6 000 fantassins et 300 cavaliers commandés par le comte de Warwick,, après négociation lors du traité d'Hampton Court, par l'entremise de Jean de Ferrières, vidame de Chartres; ce traité ordonnait au roi de France de livrer Calais à l'Angleterre en échange de la libération du Havre. Les occupants, qui débarquèrent le 4 octobre 1562, construisent le fort Warwick et quatre bastions en vertu du traité de Hampton-Court. Les Anglais utilisent, en plus du fort, la tour de l'actuelle cathédrale pour bombarder les positions françaises qui sont sur les hauteurs. Les troupes de Charles IX, commandées par le connétable de Montmorency, attaquent Le Havre et les Anglais sont finalement chassés (juillet 1563) ; entre-deux, les protestants s'étant réconciliés avec les catholiques, les principaux chefs huguenots envoyèrent des renforts aux armées royalistes. Le fort Warwick est détruit, et la tour de l'actuelle cathédrale du Havre est rabaissée de 30 mètres (la flèche gothique est détruite) sur les ordres du roi de France.

#### Le règne d'HenriIIIet d'HenriIV: ville ligueuse, puis favorable au roi, selon son gouverneur

##### Le calme sous le règne deCharlesIX
Après le siège de la ville du Havre, un des seigneurs ayant combattu dans l'armée royale, Corberan de Cardillac sieur de Sarlabos, est nommé gouverneur du Havre ; il prend ses fonctions le 2 août 1563, alors que la population n'a pas encore réinvesti la ville libre. Catholique intransigeant, il reconstruit la ville en laissant une place particulière aux catholiques: Notre-Dame est un mémorial de la victoire catholique (façade occidentale baroque).

##### La ville ligueuse
Le culte protestant fut interdit, aucun temple ne devant être construit dans un périmètre de 30 kilomètres autour de la ville, et, de surcroit, la ville rejoignit la Ligue catholique. Elle entre dans la Ligue avec André de Brancas, marquis de Villars, et après le coup d’État de Blois, la Ligue structurant une administration imitant un État, s'associe avec les autres villes appartenant à la Sainte Union en Normandie : Rouen, Caudebec, Honfleur, Lisieux, Évreux, Falaise, Bayeux, Avranche et Valognes,.

##### L'affaire des Raoulins, la fin de la guerre de religions au Havre
Le 16 mars 1599, trois frères (Isaye, Pierre et Jacques Raoulin), ligueurs très populaires, sont exécutés dans l'hôtel de ville, sur ordre du gouverneur de la ville, George Brancas (duc de Villars); ce dernier argua de l'infidélité de sa femme, qui l'avait trompé avec le père de ces trois hommes.
Mais le gouverneur, ancien ligueur lui-même, aurait procédé à cette exécution pour des raisons politiques, en vue d'une réconciliation avec Henri IV. En 1603, Henri IV visite d’ailleurs la ville et la future cathédrale.

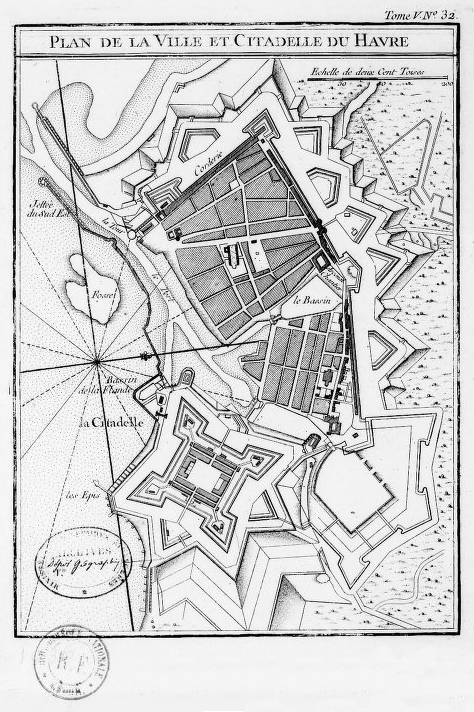
Ville du Havre, avec la citadelle construite par Richelieu, plan de Jacques-Nicolas Bellin, 1764.

## LesXVIIeetXVIIIesiècles

### Le Havre, forteresse de l’estuaire
La modernisation du port débute au XVIIe siècle, sur ordre du cardinal de Richelieu, gouverneur de la ville depuis 1626: construction d’un arsenal et d’une forteresse, remparts renforcés. Le sieur d’Argencourt prit en main le chantier de la forteresse. Il fit bâtir 4 bastions. La citadelle était de forme carrée et abritait 8 corps de casernes composés de 240 chambres de 15 hommes chacune. Le pavillon du gouverneur était situé sur le côté sud de l’édifice. Le cardinal Richelieu voulait aussi créer un diocèse (en démembrant le grand diocèse de Rouen) dont la cathédrale aurait été l'actuelle cathédrale Notre-Dame, à l'époque église annexe de l'église Saint-Michel d'Ingouville; mais il décéda avant de mettre en œuvre son projet. En 1650, Mazarin y fait emprisonner les princes frondeurs (Longueville, Conti et Condé). À la fin du XVIIIe siècle, la citadelle fut abandonnée et n’était plus qu’une simple caserne.

### Développement économique sous l’impulsion des gouvernants (XVIIe–XVIIIesiècles)

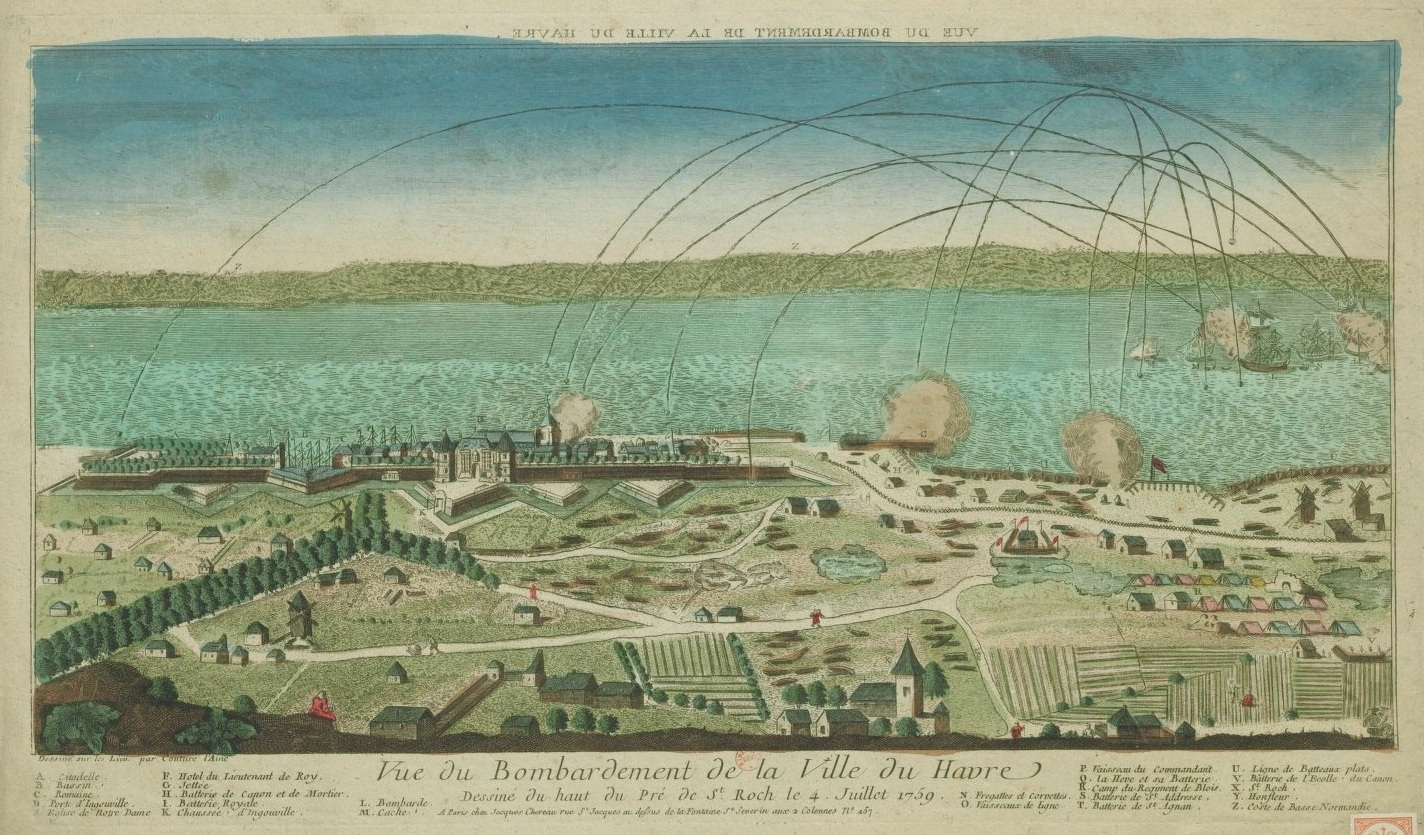
Le bombardement du Havre en 1759 lors de la Guerre de Sept Ans. Nous apercevons la porte d'Ingouville (en face, dans la fortification; D dans la légende du dessin), ainsi que la tour de Notre-Dame (E, l'église Notre-Dame), qui sert de point de repère pour les artilleurs anglais.

Le Havre affirme sa vocation maritime et internationale au cours du XVIIe siècle : la compagnie des Indes s’y installe dès 1664. Le port du Havre importe des produits exotiques (sucre, coton, tabac, café, et diverses épices). La traite des noirs enrichit les négociants havrais au XVIIIe siècle, et la ville devient par ce fait la troisième ville la plus importante dans le commerce triangulaire français. Colbert, reprenant la politique de Richelieu, retient la ville pour y faire stationner une escadre de guerre, mais l'insuffisante profondeur du port limite sa présence à des petits vaisseaux ou des frégates.

Les guerres de Louis XIV et de Louis XV interrompent momentanément l'essor du Havre : Le 25 juillet 1694, la ville subit un bombardement par la marine anglaise : 300 maisons sont détruites (Guerre de la Ligue d'Augsbourg). Le 4 juillet 1759, le port et la ville sont bombardés par la flotte britannique. Quatre-vingt-treize maisons sont à nouveau détruites (Guerre de Sept Ans). En 1749, Madame de Pompadour veut voir la mer : Louis XV choisit Le Havre pour exaucer son désir. Cette visite de prestige, organisée par le ministre de la marine permet au roi de voir la mer pour la première fois et coûte très cher à la ville. Ces crises n’effacent cependant pas la prospérité du Havre qui devient deuxième port colonial français et pour la traite dans la deuxième moitié du XVIIIe siècle.

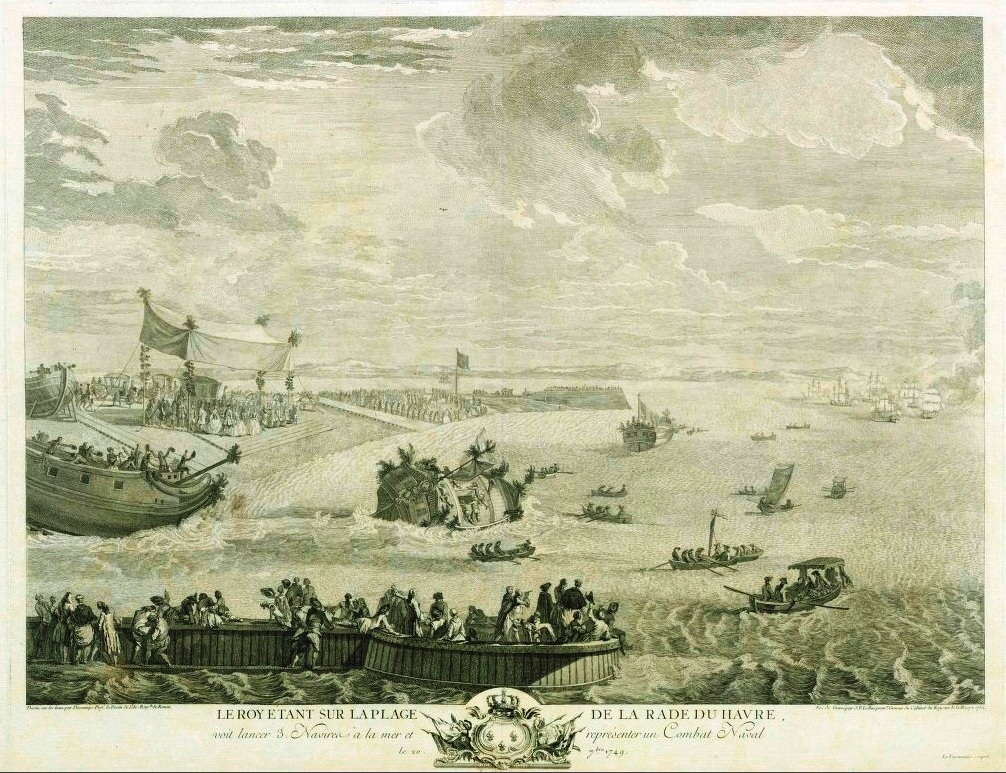
La visite de Louis XV en 1749 permet au roi de voir la mer pour la première fois et d'assister à diverses manœuvres navales.

L'empereur Joseph II, beau-frère de Louis XVI et qui s'intéresse à l'essor de la marine française, fait une courte visite au Havre en 1777. Il écrit à son frère Léopold, grand-duc de Toscane : « J'ai été à Rouen puis au Havre de Grâce : l'activité de commerce de ces deux lieux est très grande et le pays superbe ».
La première conséquence de l’essor économique est un accroissement de la population (20 000 habitants en 1789) mais aussi des transformations dans le port et la ville : installation d’une manufacture de tabac dans le quartier Saint-François, expansion des chantiers navals. Les Havrais surélèvent leurs maisons (rue Dauphine par exemple), construisent dans les cours. L’hygiène est mauvaise, les épidémies fréquentes. Lors d’une visite de Louis XVI en 1786, le roi approuve le projet d’extension de la ville : c’est Lamandé qui se charge de multiplier par quatre la surface de la ville.

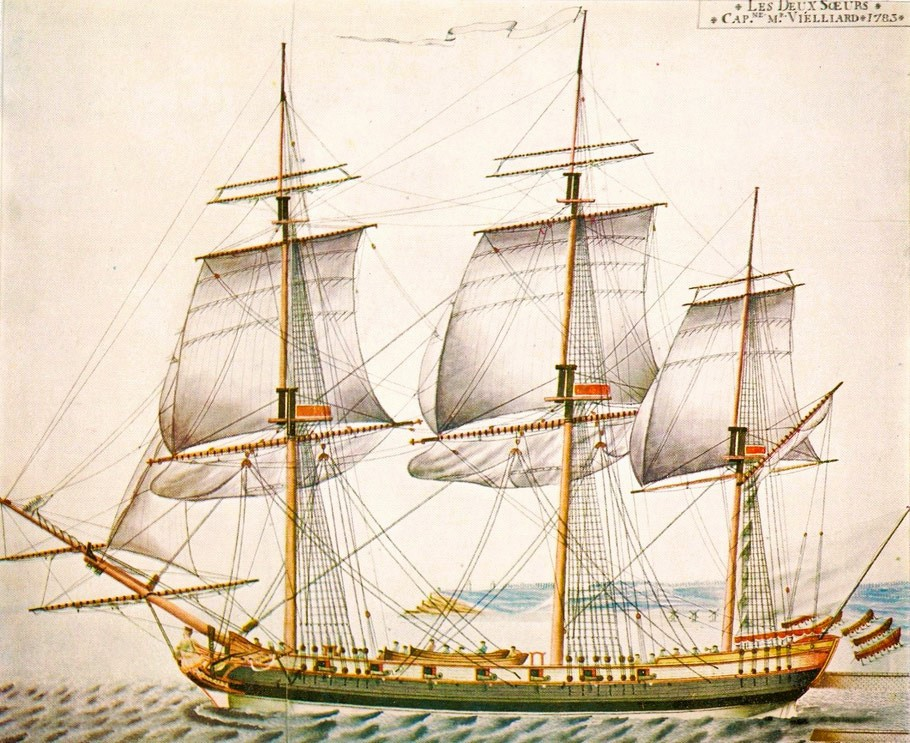
Les Deux Sœurs, capitaine Vielliard, en rade du Havre en 1783. Navire négrier français de 280 tonneaux et 14 canons, il est construit au chantier naval André-François Normand à Honfleur en 1782, pour le compte des armateurs et négriers havrais Fauconnier et Beauvoisin.

L’essor économique profite aux grandes familles d’armateurs et de négociants tels les Foäche (Stanislas Foäche qui est l'un des premiers négociants à « s'illustrer » dans le commerce triangulaire) et les Begouën, qui se font construire de belles demeures sur la côte d'Ingouville. Entre 1785 et 1789 est construit le théâtre des Barres. La fin du siècle, notamment entre la guerre d'indépendance des États-Unis et la Révolution, est une période de prospérité pour la ville du Havre, notamment grâce au commerce colonial et triangulaire. Également les échanges entre le port et la mer Baltique augmentent, surtout avec Saint-Pétersbourg (la capitale russe).
La Révolution française, suivie par la révolte des esclaves à Saint-Domingue, marque un coup d'arrêt brutal à la croissance du port, qui devra alors trouver d'autre débouchés notamment en Afrique.

À cause des bombardements de 1944, il ne reste presque plus rien des anciennes demeures de l’époque moderne. Néanmoins, le terrier de 1747 et les dessins et l’Histoire des rues du Havre (1876) permettent aux historiens de se faire une idée du visage de la ville aux XVIe – XVIIIe siècles.

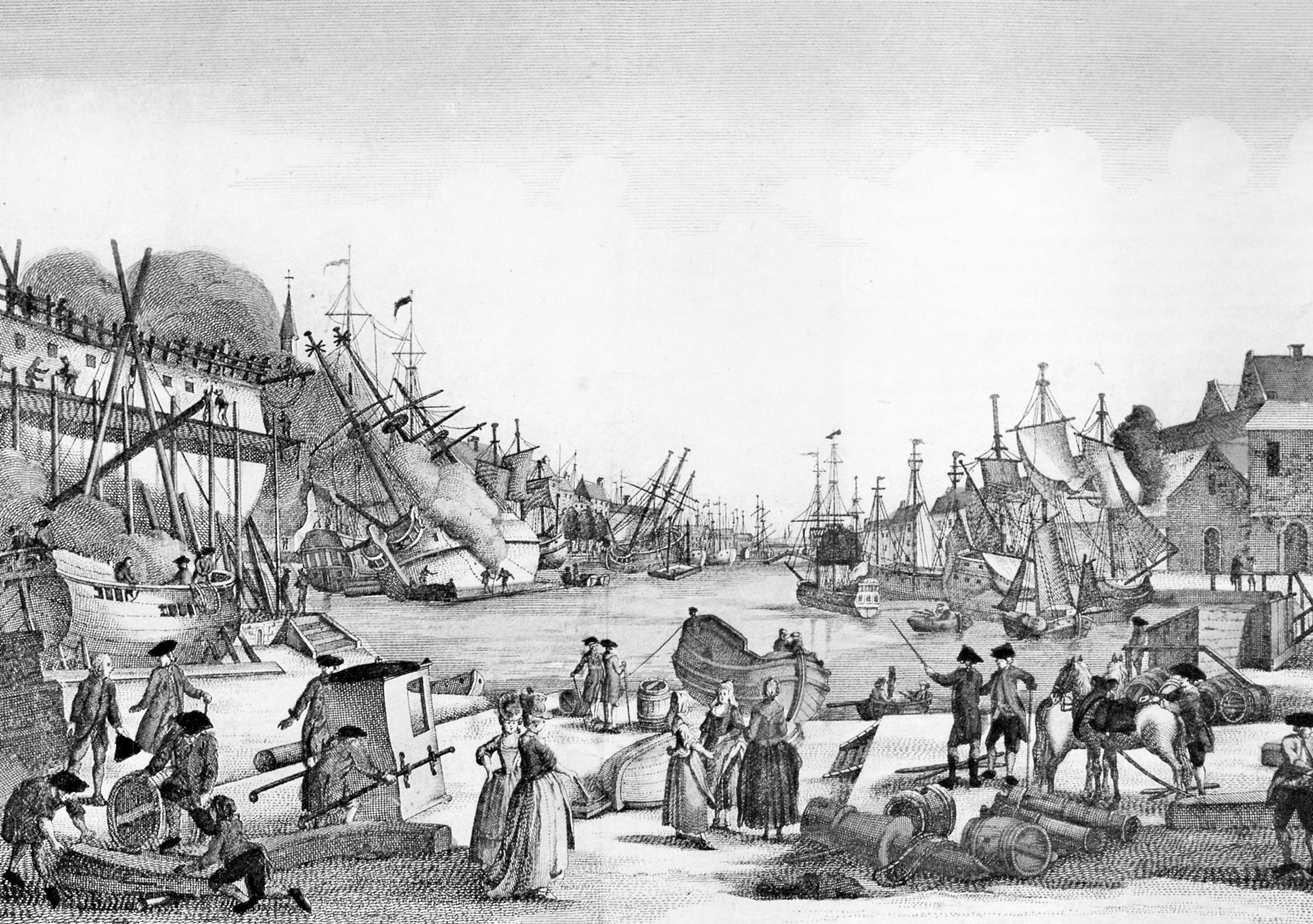
Le bassin du Roi en 1776.

Les derniers témoignages de l'architecture de la ville sont :
- l’ancien Palais de Justice, aujourd’hui le Muséum d’histoire naturelle, qui date de 1760 ;
- l’hôtel Couradin que Charles Vesque a nommé par erreur hôtel Brocques, rue de la Crique dans le quartier Saint François ;
- l’hôtel Dupasseur, 52 rue Dauphine, qui a été construit au milieu du XVIIIe siècle ;
- la maison de l'armateur (fin du XVIIIe siècle), désormais ouverte au public, qui est un hôtel particulier de plusieurs étages organisés autour d'un puits de lumière ;
- l’hôtel Dubocage de Bléville (début du XVIIe siècle et fin du XVIIe siècle) ;
- une maison fortement remaniée, 88 rue de Bretagne(Saint-François), qui date du XVIe siècle ;
- les maisons jumelées, 91 et 93 rue Dauphine, du XVIIIe siècle ;
- les trois maisons du quai de Lisle des (XVIIe et XVIIIe siècles) ;
- la maison de commerce Roger Lewis et Monod, 60 et 62 rue dauphine, de la fin du XVIIIe siècle.

Les maisons du XVIe siècle étaient à deux étages carrés avec encorbellement. Elles étaient construites en pans de bois essentés d’ardoises. Aux XVIIe et XVIIIe siècles, les maisons sont surélevées et comptent jusqu’à quatre étages. Elles sont desservies par des passages couverts. Les négociants havrais font construire des hôtels en briques recouvertes d’un enduit imitant la pierre de taille.
Un terrible incendie, les 4 et 5 janvier 1786, menaça d'une ruine complète la ville et le port du Havre. En juin suivant, Louis XVI visite la ville et choisi François Laurent Lamandé pour mener à bien le projet d'extension de la ville.

### Galerie: les bâtiments duXVIIIesiècle

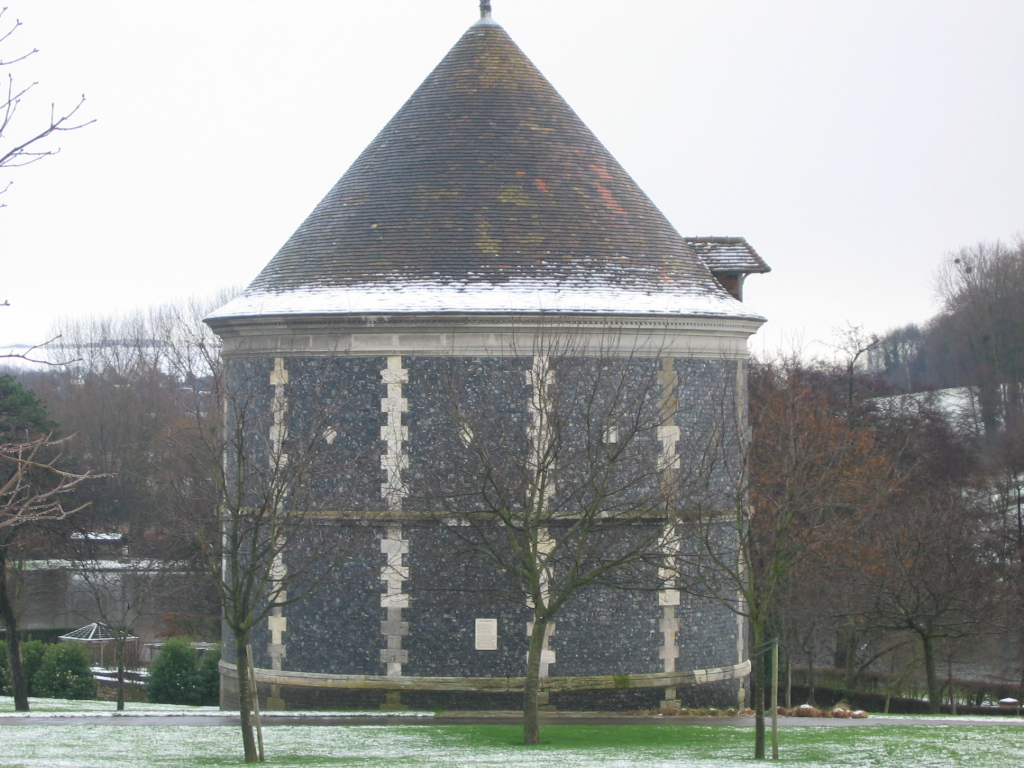
Colombier du parc de Rouelles, Le Havre.
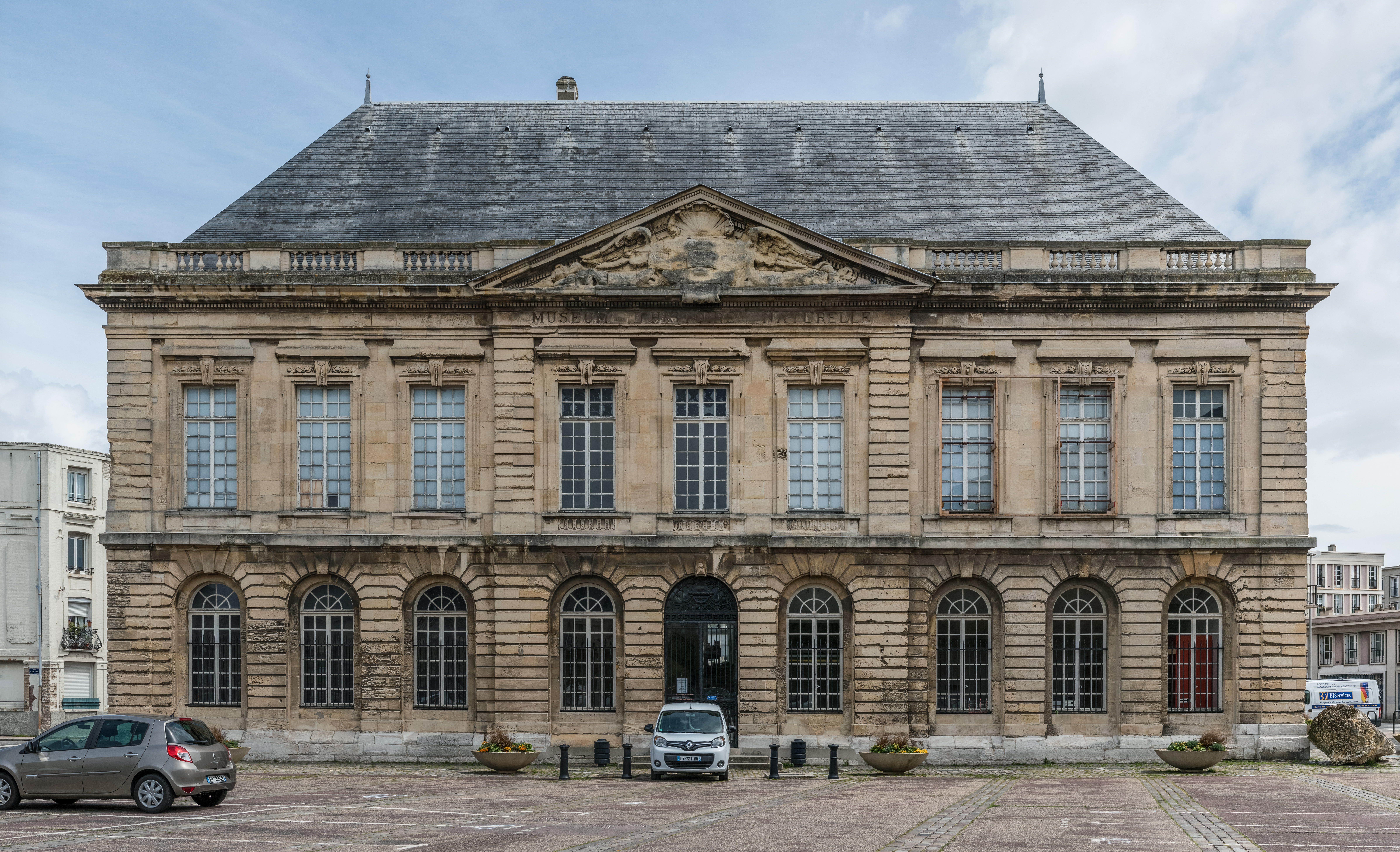
Museum d'histoire naturelle (ancien palais de justice), XVIIIe siècle, Le Havre.
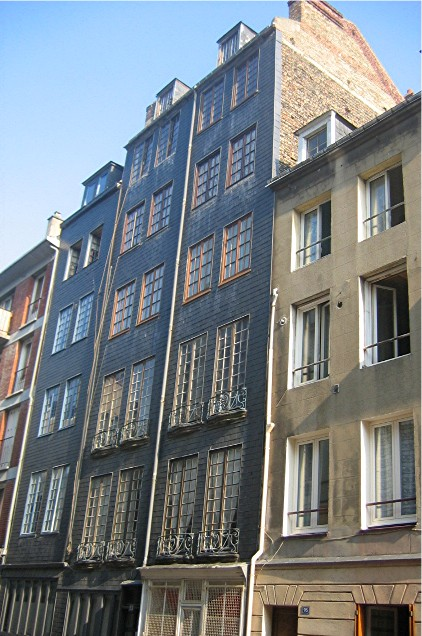
Vieilles maisons de la rue Dauphine au Havre (XVIIe et XVIIIe siècles).
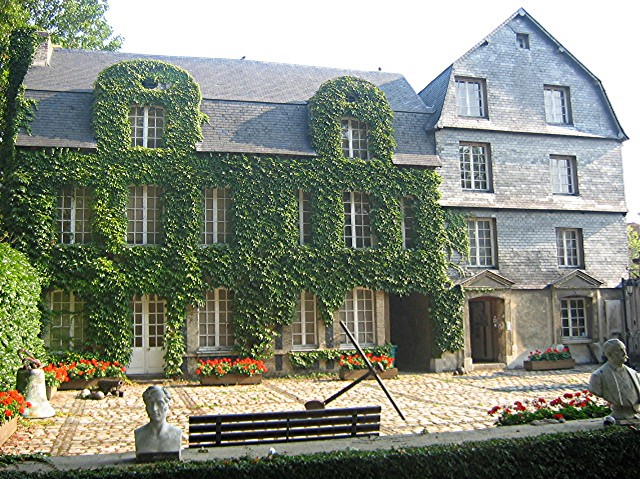
Hôtel Dubocage de Bléville, précédent musée de l'ancien Havre, bâtisse du XVIIe siècle.

### Le Havre, porte vers l’Amérique
Les relations entre le port normand et la côte est de l’Amérique du Nord se multiplient pendant la guerre d’indépendance des États-Unis. En 1779, le marquis de La Fayette quitte la France par Le Havre pour s’engager auprès des insurgés américains. Des troupes, des munitions et des armes sont envoyées par le port pour soutenir leur cause.
En 1784 est établie la première ligne régulière Le Havre-New York.
Durant l’été 1785, Benjamin Franklin fait escale au Havre.
En 1831, Alexis de Tocqueville et Gustave de Beaumont s'embarquent pour l'Amérique pour y étudier le système pénitentiaire américain.

## Le Havre pendant la période révolutionnaire (1789-1815)

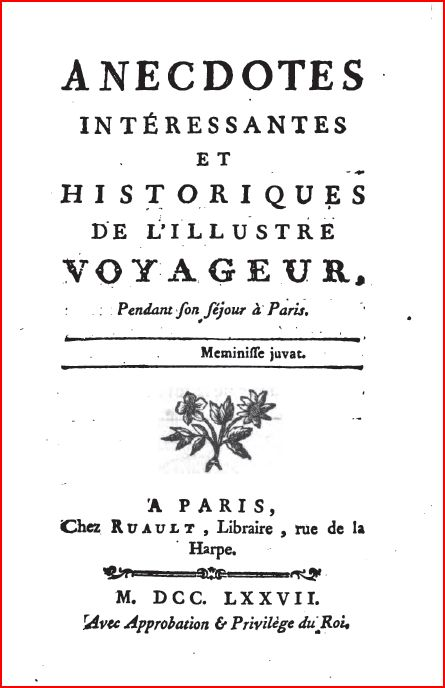
L'empereur Joseph II visite Paris et Le Havre en 1777.

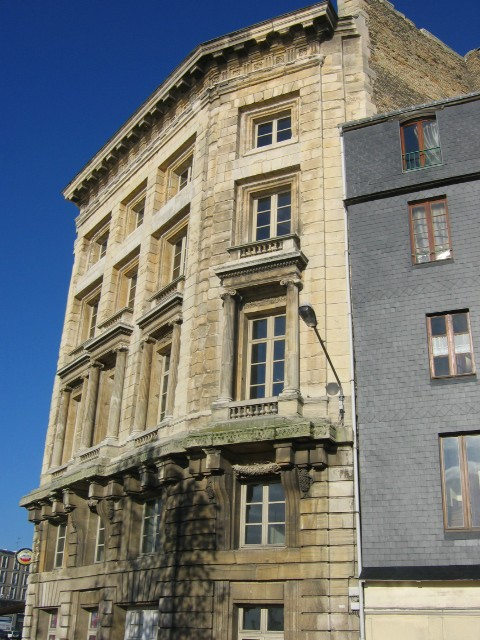
Maison de l'Armateur, XVIIIe siècle.

Entre 1789 et 1793, le port du Havre est le deuxième en France, après celui de Nantes. Le commerce triangulaire se poursuit jusqu'à la guerre et la première abolition de la traite. Le port reste toujours un enjeu stratégique en raison du commerce des céréales (ravitaillement de Paris) et de sa proximité avec l'ennemi britannique. L'année 1793 est difficile pour la France comme pour Le Havre à cause de la guerre, des insurrections fédéralistes et du marasme économique. La Terreur religieuse transforme la cathédrale Notre-Dame en temple de la Raison. Durant cette même année, le 20 novembre 1793 (29 brumaire an II), Le Hâvre de Grâce prend le nom du Hâvre de Marat puis rapidement celui de Hâvre-Marat, en l'honneur du révolutionnaire Jean-Paul Marat, assassiné par Charlotte Corday. Le 13 janvier 1795 (23 nivôse an III), Le Hâvre-Marat devient Le Hâvre.
Généralement les Havrais restent cependant nostalgiques de l'Ancien Régime, car les décennies précédentes sont plutôt prospères: le déclenchement de la guerre contre les monarchies hostiles à la Révolution va affecter l'activité commerciale. De plus une grande partie du commerce havrais, notamment la traite négrière, est lié à la colonie de Saint-Domingue. Or depuis 1790, la colonie française connait une instabilité : révoltes d'esclaves contre les maîtres qui refusent les lois accordant de nouvelles libertés aux personnes de couleur libres entre 1791 et 1792 (15 mai 1791 : égalité pour une partie des hommes libres de couleur ; 4 avril 1792 : citoyenneté pour toutes les personnes de couleur libres), ainsi que l'abolition le 4 janvier 1794 ; la colonie subit aussi l'intervention des Espagnols et des Anglais. Même les négociants havrais ne pratiquant pas le commerce de la traite sont inquiets de ces événements.
La ville acquiert le statut de sous-préfecture par la réforme administrative de l'an VIII, alors qu'en 1790, Montivilliers fut choisi pour être le chef-lieu de district. Sous l'Empire, Napoléon Ier vient au Havre et ordonne la construction de forts. La guerre contre la Grande-Bretagne et le blocus, restreignent l'activité du port tandis que celle des corsaires s'accroît. La population du Havre diminue jusqu'à 16 000 habitants. L'Empire fut très impopulaire, notamment à cause de certaines mesures comme le blocus qui pénalisa les activités portuaires.

## La prospérité du Havre auXIXesiècle
L'arrêt des guerres révolutionnaires et napoléoniennes permet au commerce de reprendre normalement à mesure que s'éloigne la menace britannique. Le contexte de paix retrouvée et d'essor économique entraîne un afflux important de population. Les Havrais sont vite à l'étroit dans les murailles et de nouveaux quartiers apparaissent. Mais beaucoup d'indigents s'entassent dans le quartier insalubre de Saint-François. Les épidémies de choléra, de typhoïde et de « fièvres » font plusieurs centaines de morts dans les années 1830-1850. L'alcoolisme et la mortalité infantile font des ravages dans les classes les plus pauvres. Quant aux riches négociants havrais, ils sont très minoritaires mais de plus en plus nombreux ; ils se font construire de belles résidences en dehors des remparts, sur la « Côte ». Mais les fortunes construites rapidement peuvent disparaître aussi vite et provoquer des ruines retentissantes. Tout au long du XIXe siècle, l'aspect cosmopolite de la cité portuaire ne fait que se renforcer : dans les temps de prospérité maritime, la main d'œuvre du pays de Caux est poussée vers Le Havre à cause de la crise du tissage. L'implantation d'une large communauté bretonne (10 % de la population havraise à la fin du XIXe siècle) modifie la vie culturelle du Havre. La réussite économique de la ville attire des entrepreneurs anglo-saxons et nordiques. On rencontre des Italiens, des Polonais puis des Maghrébins sur les quais et dans les usines.

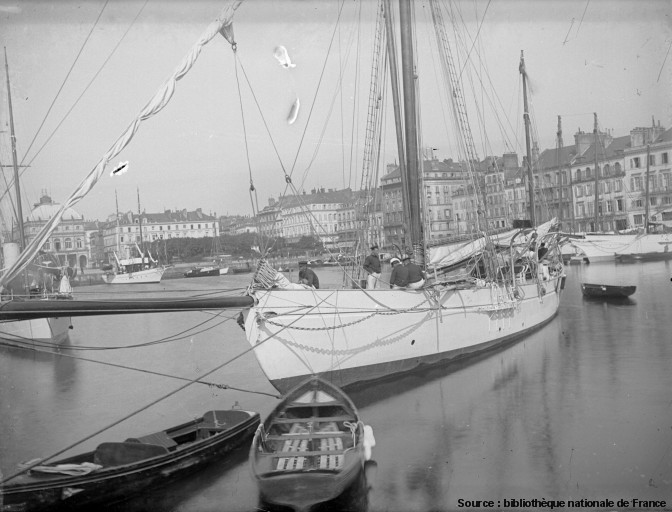
Le port du Havre au XIXe siècle, BNF

La ville et son port se transforment grâce à de grands travaux d'aménagement, en partie financée par l'État, qui s'étalent tout au long du XIXe siècle, parfois interrompus par les crises politiques ou économiques. Ainsi plusieurs projets sont menés à bien comme la construction d'une bourse et du bassin du commerce dès la première moitié du siècle. L'installation progressive de l'éclairage au gaz à partir de 1836, de l'enlèvement des ordures (1844) et des égouts dénote un souci de modernisation urbaine. Au milieu du siècle, les vieux remparts sont rasés et les communes limitrophes sont annexées : par conséquent, la population de la ville du Havre augmente brusquement.
La période 1850-1914 constitue l'âge d'or du Havre ; en effet, si l'on met de côté quelques années de dépression (guerre de Sécession, guerre franco-prussienne), le commerce explose et la ville s'embellit de constructions édilitaires (grands boulevards, hôtel-de-ville, palais de justice, nouvelle bourse).
Les effets de la révolution industrielle sont de plus en plus visibles au Havre : en 1841, on trouvait 32 navires à vapeur dans le port. La première drague à vapeur est utilisée en 1831. Les chantiers de construction navale se développent. Frédéric Sauvage met au point ses premières hélices au Havre en 1833. Le chemin de fer qui arrive en 1847 permet de désenclaver Le Havre. Les docks sont construits à la même époque, de même que des magasins généraux. À la veille de la Première Guerre mondiale, Le Havre est le premier port européen pour le café ; il importe quelque 250 000 tonnes de coton et 100 000 tonnes de pétrole.
Le secteur industriel existe, mais reste minoritaire au XIXe siècle : les usines sont en relation avec le trafic portuaire (chantiers navals, raffineries de sucre, fabriques de cordes…). Le secteur bancaire se développe, même s'il demeure largement tributaire de l'extérieur. La ville compte peu de professions libérales et de fonctionnaires. Le nombre d'écoles reste insuffisant jusque dans les années 1870.

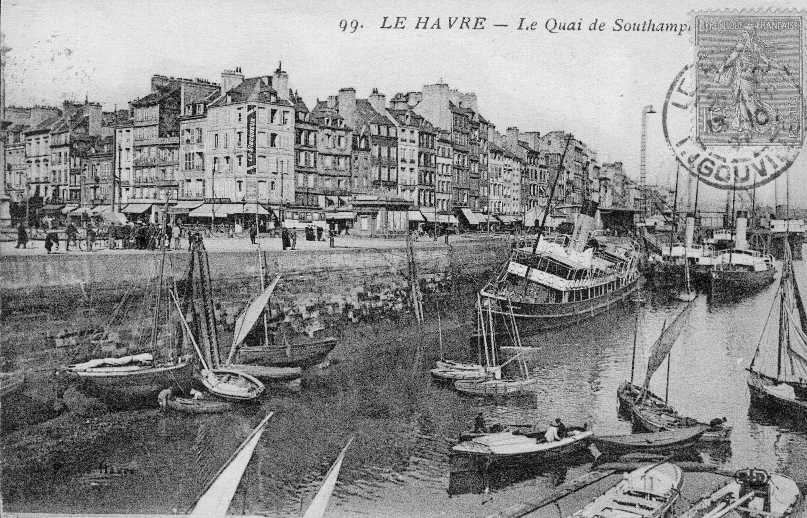
Le Havre, quai de Southampton

Le port est toujours la porte de l'Amérique : il reçoit des produits tropicaux (café, coton). Le cabotage européen apporte du bois, de la houille et du blé d'Europe du Nord, du vin et de l'huile de Méditerranée. L'abolition de la traite des Noirs entraîne peu à peu une modification des trafics. Le Havre reste un point de passage pour les candidats à l'émigration vers les États-Unis. Les voyages transatlantiques deviennent importants dans la deuxième moitié du XIXe siècle. En 1913, sur les 741 000 passagers qui transitent par Le Havre, 150 000 voyagent vers les États-Unis. C'est le début de l'ère des paquebots, qui feront la fierté des Havrais. Pendant la première partie du XIXe siècle, le port connait le maintien de la Traite Atlantique (il s'agit de la période illégale car en 1815, pendant le congrès de Vienne, le commerce d'esclaves fut interdit).
Depuis les années 1830, Le Havre est une station balnéaire fréquentée par les Parisiens. La création des bains maritimes remonte à cette époque. C'est en 1890 que le boulevard maritime est construit, dominé par la villa maritime qui est contemporaine. Le casino Marie-Christine (1910) et le palais des Régates (1906) rassemblent la bourgeoisie. Guy de Maupassant nous livre des renseignements précieux sur l'atmosphère de la ville dans ses œuvres (en particulier dans Pierre et Jean). La fin du XIXe siècle et la Belle époque annoncent cependant des tensions sociales exacerbées par l'inflation et le chômage. À partir de 1886, l'agitation ouvrière, que soutiennent les socialistes de plus en plus influents, secoue la ville. L'affaire Jules Durand est symptomatique de ce contexte. Les conséquences de la Première Guerre mondiale ne vont qu'amplifier ces confrontations. En 1895, est inaugurée la première usine des Tréfileries et laminoirs du Havre.

## Le temps des guerres (1914-1945)

### Première Guerre mondiale et entre-deux-guerres
Le bilan humain de la Première Guerre mondiale est lourd pour la cité : environ 6 000 morts havrais, pour la plupart des soldats partis au combat. La ville a été épargnée par les destructions massives, car le front se situait beaucoup plus au nord. Plusieurs navires ont néanmoins été torpillés par les sous-marins allemands, dans la rade du Havre. Un des faits notables de la guerre a été l'installation du gouvernement belge à Sainte-Adresse, dans la banlieue du Havre, contraint de fuir l'occupation allemande. La ville servit de base arrière pour l'Entente, notamment pour les navires de guerre britanniques.
La période de l'entre-deux-guerres est marquée par l'arrêt de la croissance démographique, l'agitation sociale et la crise économique :
- Au sortir de la guerre, l'inflation ruine de nombreux rentiers. La ville est devenue largement ouvrière. Les pénuries et la vie chère provoquent la grande grève de 1922 au cours de laquelle l'état de siège est proclamé. En 1936, l'usine Breguet du Havre est occupée par les grévistes : c'est la première grève du mouvement ouvrier sous le Front populaire.
- Sur le plan économique, la forte croissance de la deuxième moitié du XIXe siècle semble révolue. Les ports du Nord de l'Europe concurrencent sérieusement Le Havre et les grands travaux d'aménagement portuaire sont ralentis. Les importations de pétrole continuent d'augmenter et des raffineries voient le jour à l'est du Havre. La crise mondiale de 1929 et les mesures protectionnistes entravent le développement du commerce. Seul le secteur du voyage se porte relativement bien, avec 500 000 voyageurs transportés en 1930. Le paquebot Normandie part pour New York en 1935. Mais rapidement se profilent les menaces de guerre et le danger nazi.

### Seconde Guerre mondiale
Les Allemands ont occupé Le Havre à partir du printemps 1940, avec une garnison qui a compté jusqu'à 40 000 soldats. Ils l'ont transformé en base militaire et aménagé la Festung Le Havre, ligne de casemates, blockhaus et batteries d'artillerie, intégré au mur de l'Atlantique. La rade ainsi que l'estuaire étaient minés. Les batteries des fortifications du Mont Canisy, ouvrage du Mur de l'Atlantique, étaient pointées sur le port du Havre. Pour les Havrais, la vie quotidienne fut difficile à cause des pénuries, de la censure, des bombardements et de la politique antisémite : ainsi, le maire Léon Meyer est contraint de quitter son poste à cause de ses origines juives ; de nombreux Havrais partent. La résistance havraise s'est constituée autour de plusieurs noyaux comme le groupe du lycée du Havre ou encore celui du Vagabond Bien-Aimé. Ces groupes ont participé au renseignement des Britanniques et à des actions de sabotage en vue du débarquement du 6 juin.
Pendant la Seconde Guerre mondiale, Le Havre subit 132 bombardements planifiés par les Alliés ; les nazis ont également détruit les infrastructures portuaires et coulé des navires avant de quitter la ville. Mais les destructions les plus importantes surviennent les 5 et 6 septembre 1944 « opération Astonia » lorsque les Alliés bombardent le centre-ville et le port pour affaiblir l'occupation nazie. L'objectif était de faciliter le ravitaillement et la progression des troupes alliées débarquées trois mois plus tôt en Basse-Normandie. Le bilan des bombardements est lourd : 5 000 morts, 80 000 sans-abris, 150 hectares rasés, 12 500 immeubles détruits. Le centre-ville est réduit en gravats. Le port n'avait plus que quelques sections de quais intactes. 350 épaves gisaient au fond de l'eau ; la rade ainsi que l'estuaire étaient minés.
Le 10, 11 et 12 septembre les Britanniques entrent dans la ville, au nord la 51e division d’infanterie des Highland, à l'est (par Harfleur) la 146e brigade d’infanterie britannique. Le 10 septembre la 51e division d'infanterie des Highland investie le plateau d'Espremesnil-Ardennes, au nord-est de la forêt de Montgeon et au nord du plateau d'Aplemont-Caucriauville. Le 11 septembre la même division prend les plateaux au nord du Havre (ce qui constitue actuellement la ville-haute), alors que la 146e brigade d'infanterie britannique s'est avancée à l'entrée est de la ville, atteignant Graville. Les deux forts du plateau, c'est-à-dire le fort de Sainte-Adresse et le fort de Tourneville ne tombent que le lendemain (le 12 septembre), ce qui permet la prise de la ville du Havre, ruinée par les bombardements préliminaire du 5 septembre.

## Histoire récente du Havre

### La reconstruction
Voir les articles « Centre-ville reconstruit du Havre » et « Auguste Perret ».

### Les difficultés économiques
Elles sont dues à la décolonisation et à la perte du monopole commercial avec les anciennes colonies. Il s'ensuivit une désindustrialisation marquée par la fermeture des Chantiers du Havre par exemple et la transformation du commerce portuaire. La crise pétrolière explique aussi le marasme industriel depuis le milieu des années 1970.

## Liste des gouverneurs
Liste des gouverneurs de la ville du Havre :
- 1517-1528 : Guyon Le Roy, sieur du Chilou et d'Orcher (vice-amiral de France) ;
- 1528-1529 : Jean du Bec, sieur de Bourry ;
- 1529-1560 : Charles de Moy, sieur de la Mailleraye et de Gonville ;
- 1542-1546 : absence du gouverneur ci-dessus. Intérim de Claude de Montmorency (dates incertaines) ;
- 1560-1562 : Gaspard de Chatillon, sieur de Coligny (amiral de France) ;
- Mai 1562 : Jean Maligny de Ferrières, vidame de Chartres et sieur de Graville :
- Mai 1562-13 mai 1563: Jean de la Flin, sieur de Beauvoir Le Nocle; sous tutelle anglaise à partir d'octobre 1562;
- 13 mai-28 juillet 1563: Lord Dudley, comte de Warwick, gouverneur au nom d’Élisabeth Ire d'Angleterre ;
- 30 juillet 1563-1584: Corberan de Cardillac, sieur de Sarlabos ;
- 1584-1587: Anne de Joyeuse, vicomte puis duc de Joyeuse, baron d'Arques, pair et amiral de France et gouverneur de Normandie ;
- 1587-1588: Jean Louis de Caumont de Nogaret de la Valette, duc d'Epernon, pair et amiral de France gouverneur de Normandie et cinq autres provinces (mignon d'Henri III) ;
- 1588-1595: André Brancas, marquis de Villars, baron d'Oyse et gouverneur des bailliages de Rouen et de Caux ;
- 1595-1626: Georges Brancas (frère du dernier), duc de Villars, marquis de Graville et chevalier d'Oyse ;
- 1626-1642: Armand Jean du Plessis, cardinal duc de Richelieu, évêque de Luçon et seigneur de Graville. Possédant des charges importantes dans le royaume, il délégua son gouvernement à deux lieutenants : Charles de la Porte, duc et maréchal de la Mailleraye[n 4].(1626-1629), puis François de Vignerod (ou Vignerot), marquis du Pont de Courlay[n 5](1629-1642) ;
- 1642-1650: Armand-Jean de Vignerot du Plessis duc de Richelieu[n 6]. En raison de son âge il est mis sous la tutelle de son père entre 1624 et 1646, puis sous celle de la duchesse d'Aiguillon jusqu'à la disgrâce de celui-ci ;
- 1650-1661 : Marie Madeleine de Vignerod, duchesse d'Aiguillon, pair de France, comtesse d'Agenois et Condemois et gouverneur de Montivilliers et d'Harfleur. Elle est nommée gouverneur à vie en 1653, mais démissionne ;
- 1661-1664 : Philippe de Montault de Bénac, duc de Navaille;
- 1664-1687 : François Honorat de Beauvilliers, comte puis duc de Saint-Aignan ;
- 1687-1714 : Paul duc de Beauvilliers[n 7];
- 1710-1713 : (dates incertaines) intérim de Christian Louis, duc de Montmorency-Luxembourg, prince de Tingry, maréchal et pair de France, gouverneur de Normandie ;
- 1714-1719 : Louis de Rocherchouart, duc de Mortemart[n 8], pair de France ;
- 1719-1776 : Paul Hippolyte de Beauvilliers, duc de Saint-Aignan et pair de France[n 9] ;
- 1776-1790 : Paul François de Beauvilliers, comte de Buzançais(ou Buzançois)[n 10].

En 1790 le gouverneur militaire de la ville et la municipalité sont dissociés. Ainsi le conseil des échevins n'est plus présidé par le commandement militaire du Havre, et le maire préside le conseil municipal.